# Maestro Faus
José Faus Rodríguez (n. Benaguacil, Valencia; 27 de abril de 1913 - f. Granada; 13 de mayo de 1984), también conocido como maestro Faus, fue un compositor español.

## Primeros años y formación
Sus primeros pasos en la música comenzaron a los cuatro años de edad, transcurrido el tiempo y después de pertenecer a diversas bandas militares como flauta solista, continuó estudios superiores en el Conservatorio de Música de Madrid: armonía con Jesús Guridi, composición con Joaquín Turina, Ricardo Dorado, entre otros importantes maestros.

## Dirección
Ingresó por oposición en el Cuerpo Nacional de Directores de Bandas Civiles. Dirigió la Banda de la Unión Musical de Almansa (Albacete) desde 1949 a 1953.
Fue nombrado Director de la Banda Municipal de Granada, poco después en ese mismo año; permaneciendo durante treinta años en el cargo, hasta su jubilación.

## Obra
Compuso numerosas obras para concierto inspiradas en el ambiente español y andaluz, de las que La Alhambra iluminada, su estampa española n.º 1 El Rey de los toreros y las marchas de procesión La Dolorosa de Hellín, Cristo de los toreros y Virgen de las Maravillas, han adquirido mayor difusión, teniendo siempre ciertas reminiscencias de Falla, Albéniz y Tárrega.

### Relación de obras
- Aires de Andalucía (Estampa española n.º 9).
- Almansa en Fiestas.
- Música de fondo al Poema escenificado Artabán.
- Brindis a España.
- Cadencia andaluza (Estampa española n.º 2).
- Caireles.
- Califas de España (Estampa española n.º 3).
- Cazalla.
- Cristo de los toreros.
- Desfile en Palacio.
- Divina tentación.
- El Rey de los toreros (Estampa española n.º 1).
- El soneto.
- Fuga en La m op. 20.
- Fuga en Re m op. 21.
- Fuga en Si m (inacabada).
- Fuga en Sol M (inacabada).
- Gallardía en el ruedo.
- He soñado un amor.
- Hermanas Díaz.
- Himno a La Mancha.
- Hojas de roble.
- Imaginación.
- Jai Alai.
- Jueves Santo en Sevilla.
- La Alhambra iluminada, suite-fantasía, op. 22b.
- La Dolorosa de Hellín.
- La moza rica.
- Laureles y palmas.
- Loca pasión.
- Los Preámbulos, impresiones sinfónicas, op. 22a.
- Luceros de una noche.
- Mantillas y monteras (Estampa española n.º 4).
- Mar en tinieblas.
- Mientras brillen las estrellas.
- Motril: Playa de las Azucenas.
- Navegando: fox-canción (Letra de Luis María Burillo).
- Nits de lluna.
- Noches de Otoño.
- NODO n.º 1859 (música del).
- Nubes en mayo.
- Paciencia.
- Paisajes de Granada (Estampa española n.º 8).
- Perdiendo "er sentío" (Estampa española n.º 5).
- Plegaria sin palabras.
- Raza ibérica (Estampa española n.º 7).
- Reír de estrellas.
- Salobreña.
- Santa María de la Alhambra.
- Santiago López (Estampa española n.º 6).
- Sublime pasado.
- Teniente Justo González.
- Thartessos, sinfonía -inacabada- .
- Virgen de las Maravillas.
- Wamba.
- ¡Y va por quinta vez!